# Sprzęcice
Sprzęcice (dodatkowa nazwa w j. niem. Sprentschütz) – wieś w Polsce położona w województwie opolskim, w powiecie strzeleckim, w gminie Izbicko.
W latach 1975–1998 miejscowość administracyjnie należała do ówczesnego województwa opolskiego.

## Historia
W 1910 roku wszystkich 145 mieszkańców mówiło w języku polskim. W wyborach komunalnych w listopadzie 1919 roku wszystkie 31 głosy oddano na kandydatów z list polskich, którzy zdobyli komplet 9 mandatów. Podczas plebiscytu w 1921 roku we wsi uprawnionych do głosowania było 83 mieszkańców (w tym 8 emigrantów). Za Polską głosowały 34 osoby, za Niemcami 47 osób. Podczas wybuchu III powstania śląskiego miejscowość została 7 maj zajęta przez baon tarnogórski Romana Koźlika z Podgrupy "Bogdan". 21 maja Sprzęcice były miejscem ciężkich walk baonów Wincentego Mięsoka i Seweryna Jędrysika, które broniły się przed wojskiem niemieckim nacierającym z Gogolina i Górażdży w kierunku Góry św. Ammy. 23 maja miał miejsce kontratak powstańczy, który jednak nie przyniósł rezultatu.

## Osoby związane z miejscowością

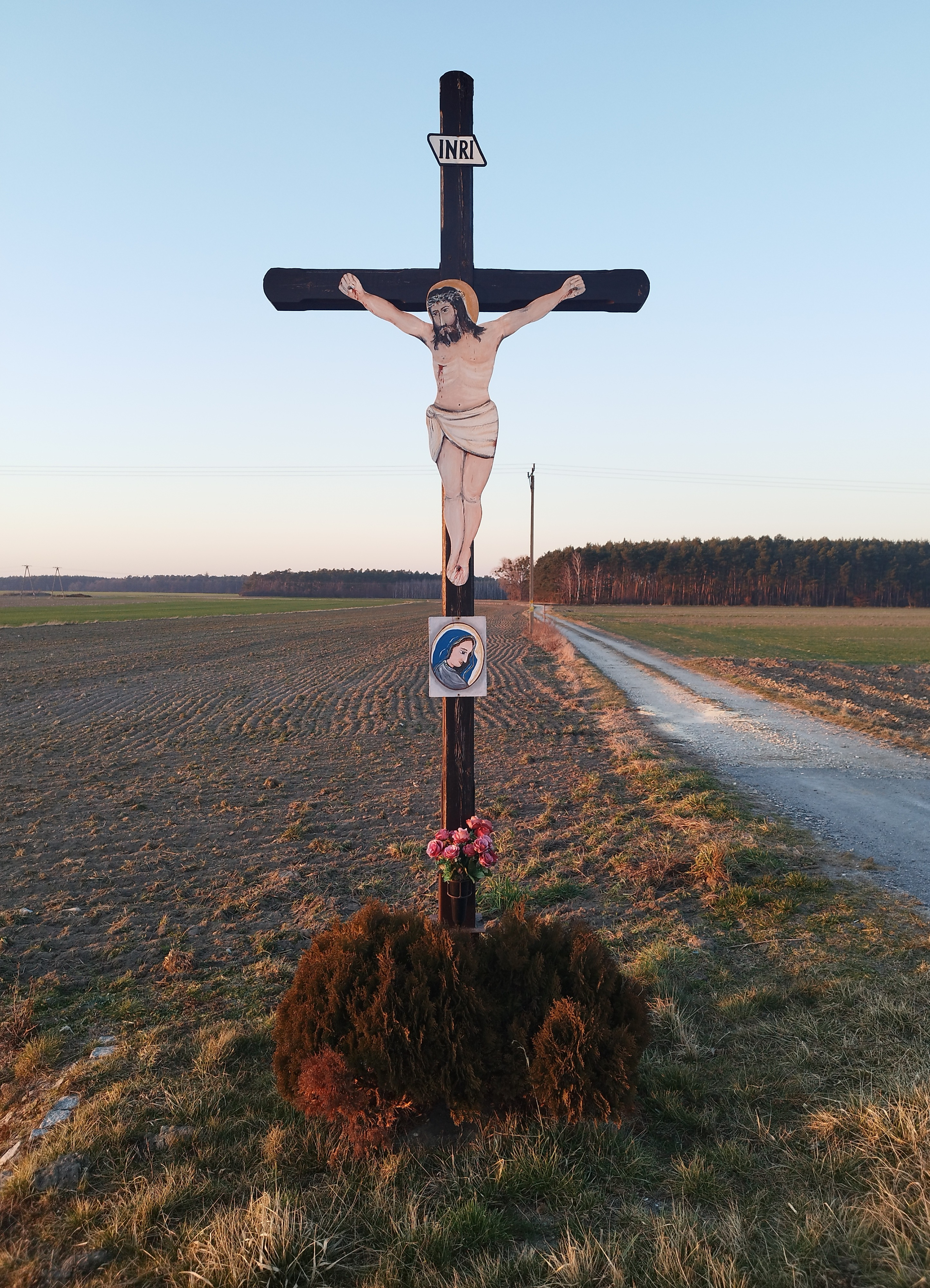
Krzyż w Sprzęcicach ufundowany w 1903 r. przez Franciszka Myśliwca.

- Franciszek Myśliwiec - 4 października 1868 roku urodził się w Sprzęcicach, gdzie żył i prowadził wzorcowe gospodarstwo rolne, polski działacz społeczny i narodowy na Górnym Śląsku, prezes Dzielnicy Śląskiej Związku Polaków w Niemczech, więzień niemieckich obozów koncentracyjnych Buchenwald i Dachau (gdzie został zamordowany)[5].

- Karol Myśliwiec – w 1866 roku urodził się w Sprzęcicach, polski ksiądz katolicki, działacz narodowy i społeczny na Śląsku[6].